# リブロース-1,5-ビスリン酸
リブロース-1,5-ビスリン酸（リブロース-1,5-ビスリンさん、Ribulose-1,5-bisphosphate、RuBP）は、カルビン回路の重要な5炭素の中間体である。リブロース-1,5-ビスリン酸はリブロース1,5-ビスリン酸カルボキシラーゼ/オキシゲナーゼ（RuBisCO）によって二酸化炭素を付加されて6炭素の反応中間体を生ずる。この6炭素の反応中間体は非常に不安定なため即座に2分子の3-ホスホグリセリン酸に分解する。カルボキシル化によって作られるその非常に不安定な分子は1988年に初めて単離されるまで未知の物質であった。
RuBPは、光合成の光化学反応で作られたATPによって再生される。ヘキソース生合成にはデンプン、アミノ酸、脂質などが使われている。グルコースは解糖系の酵素で作られる2分子のトリオースから作られる。RuBisCOは光合成においてRuBPに対し、酸素または二酸化炭素のどちらかを触媒する。二酸化炭素の場合は還元で、酸素の場合は光呼吸である。光呼吸では正味の炭素同化量がゼロとなり、炭素の代わりに酸素が取り込まれる。この現象は主に温度に依存している。高温の場合、葉組織の水蒸気中の二酸化炭素濃度が徐々に減少する。C4植物では二酸化炭素輸送機構によって光合成組織の二酸化炭素濃度を上昇させている。